# Saint-Thomas (Québec)
Saint-Thomas è un comune del Canada, situato nella provincia del Québec, nella regione di Lanaudière.